# Athlītikī Enōsis Kōnstantinoupoleōs 2018-2019 (pallacanestro)
Questa voce raccoglie le informazioni riguardanti l'Athlītikī Enōsis Kōnstantinoupoleōs B.C. nelle competizioni ufficiali della stagione 2018-2019.

## Stagione
La stagione 2018-2019 dell'Athlītikī Enōsis Kōnstantinoupoleōs è la 62ª nel massimo campionato greco di pallacanestro, l'A1 Ethniki.

## Roster
Aggiornato al 18 luglio 2018.
| AEK Atene 2018-19 | AEK Atene 2018-19 |
| Giocatori         | Staff tecnico     |
| ----------------- | ----------------- |

| N. | Naz.                                                   | Ruolo | Nome                   | Anno | Alt.   | Peso   |  |
| -- | ------------------------------------------------------ | ----- | ---------------------- | ---- | ------ | ------ |  |
| 0  | Stati Uniti (bandiera)                                 | G     | Gabe York              | 1993 | 191 cm | 86 kg  |  |
| 1  | Guyana (bandiera)                                      | A     | Delroy James           | 1987 | 203 cm | 105 kg |  |
| 4  | Grecia (bandiera)                                      | P     | Vasilīs Xanthopoulos   | 1984 | 186 cm | 93 kg  |  |
| 5  | Serbia (bandiera) · Grecia (bandiera)                  | AG    | Dušan Šakota (C)       | 1986 | 207 cm | 104 kg |  |
| 7  | Grecia (bandiera)                                      | C     | Giōrgos Tsalmpourīs    | 1996 | 218 cm | 107 kg |  |
| 8  | Lituania (bandiera)                                    | A     | Jonas Mačiulis         | 1985 | 199 cm | 107 kg |  |
| 11 | Canada (bandiera)                                      | G     | Xavier Rathan-Mayes    | 1994 | 193 cm | 94 kg  |  |
| 12 | Grecia (bandiera)                                      | G     | Giannoulīs Larentzakīs | 1993 | 196 cm | 91 kg  |  |
| 21 | Grecia (bandiera)                                      | G     | Dīmītrīs Mōraitīs      | 1999 | 190 cm | 82 kg  |  |
| 23 | Stati Uniti (bandiera)                                 | P     | Malcolm Griffin        | 1991 | 193 cm | 95 kg  |  |
| 24 | Grecia (bandiera)                                      | C     | Vasilīs Kavvadas       | 1991 | 204 cm | 120 kg |  |
| 25 | Stati Uniti (bandiera) · Macedonia del Nord (bandiera) | P     | Jordan Theodore        | 1989 | 183 cm | 89 kg  |  |
| 26 | Cuba (bandiera)                                        | AP    | Howard Sant-Roos       | 1991 | 201 cm | 85 kg  |  |
| 27 | Grecia (bandiera)                                      | AP    | Nikos Rogkavopoulos    | 2001 | 201 cm | 91 kg  |  |
| 30 | Stati Uniti (bandiera)                                 | AG    | Tyler Roberson         | 1994 | 206 cm | 103 kg |  |
| 31 | Grecia (bandiera)                                      | AP    | Charīs Giannopoulos    | 1989 | 200 cm | 95 kg  |  |
| 32 | Stati Uniti (bandiera)                                 | AC    | Vince Hunter           | 1994 | 203 cm | 98 kg  |  |
| 33 | Stati Uniti (bandiera)                                 | C     | Trevor Mbakwe          | 1989 | 207 cm | 111 kg |  |
| -  | Grecia (bandiera)                                      | P     | Filippos Tinkas        | 2002 | 183 cm |        |  |

| Allenatore                                                                                      |
| - Luca Banchi                                                                                   |
| Assistente/i                                                                                    |
| - Alexīs Falekas - Īlias Kantzourīs Legenda - (C) Capitano - (IN) Inattivo - Infortunato Roster |

## Mercato

### Sessione estiva
| Acquisti | Acquisti            | Acquisti             | Acquisti      | Acquisti |
| R.       | Nome                | da                   | Modalità      |          |
| -------- | ------------------- | -------------------- | ------------- | -------- |
| G        | Malcolm Griffin     | Zenit S. Pietroburgo | definitivo    |          |
| C        | Giōrgos Tsalmpourīs | Kolossos Rodi        | fine prestito |          |
| AP       | Howard Sant-Roos    | Darüşşafaka          | definitivo    |          |
| A        | Jonas Mačiulis      | Lokomotiv Kuban'     | definitivo    |          |
| AP       | Charīs Giannopoulos | Rethymno             | definitivo    |          |
| AP       | Dionysīs Skoulidas  | Koroivos Amaliadas   | fine prestito |          |
| G        | Xavier Rathan-Mayes | L.A. Lakers          | definitivo    |          |
| AG       | Tyler Roberson      | A.C. Clippers        | definitivo    |          |

| Cessioni | Cessioni                | Cessioni        | Cessioni       | Cessioni |
| R.       | Nome                    | a               | Modalità       |          |
| -------- | ----------------------- | --------------- | -------------- | -------- |
| C        | Chinemelu Elonu         | Cap. de Arecibo | fine contratto |          |
| P        | Mike Green              | Strasburgo      | fine contratto |          |
| C        | Dīmītrīs Mauroeidīs     | Kolossos Rodi   | fine contratto |          |
| G        | Kevin Punter            | Virtus Bologna  | fine contratto |          |
| G        | Manny Harris            | Rytas Vilnius   | fine contratto |          |
| AG       | Panagiōtīs Vasilopoulos | Peristeri       | fine contratto |          |
| AP       | Edin Atić               | Mega Belgrado   | rescissione    |          |
| AP       | Michalīs Kamperidīs     | Holargos        | fine contratto |          |
| AP       | Iōannīs Agravanīs       | Peristeri       | prestito       |          |
| AP       | Dionysīs Skoulidas      | Holargos        | fine contratto |          |

### Dopo l'inizio della stagione
| Acquisti | Acquisti        | Acquisti       | Acquisti       | Acquisti   |
| R.       | Nome            | da             | Data           | Modalità   |
| -------- | --------------- | -------------- | -------------- | ---------- |
| P        | Jordan Theodore | Olimpia Milano | 4 gennaio 2019 | definitivo |
| G        | Gabe York       | Lakeland Magic | 12 aprile 2019 | definitivo |
| C        | Trevor Mbakwe   | Osaka Evessa   | 25 aprile 2019 | definitivo |

| Cessioni | Cessioni            | Cessioni       | Cessioni         | Cessioni    |
| R.       | Nome                | a              | Data             | Modalità    |
| -------- | ------------------- | -------------- | ---------------- | ----------- |
| G        | Xavier Rathan-Mayes | Texas Legends  | 29 dicembre 2018 | rescissione |
| AG       | Tyler Roberson      | A.C. Clippers  | 9 gennaio 2019   | rescissione |
| P        | Malcolm Griffin     | H. Gerusalemme | 27 aprile 2019   | rescissione |